# Teutologia

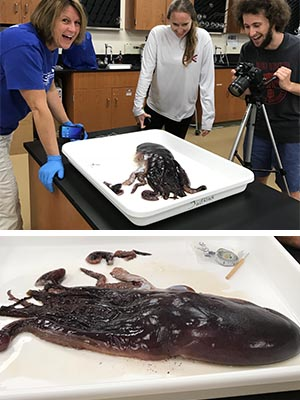
Heather Judkins, teutologista pesquisadora, é docente da Universidade do Sul da Flórida (USF). Esta imagem é do site da USF, especificamente do site do seu laboratório de pesquisa.

Teutologia (do grego Teuthis  = lula, choco + logia = estudo) é o ramo da Zoologia que se dedica ao estudo dos cefalópodes. Este termo foi inicialmente criado por William E. Hoyle em 1886 (p. 61), mas continua a ser usado na literatura científica (e.g. ver dedicatória em Cephalopods of the World).

## Associações e publicações especializadas
Houve uma publicação periódica científica especializada em cefalópodes (Journal of Cephalopod Biology) que deixou de ser publicada ao fim de alguns números. Muitas das notícias sobre esta temática estão acessíveis online na TONMO.
Há pelo menos uma associação internacional dedicada à teutologia (CIAC), que organiza conferências internacionais regulares especializadas nestes organismos. 